# كازوكي هاشيموتو
كازوكي هاشيموتو (باليابانية: 橋本和樹؛ بالكانا: はしもと かずき) هو مصارع محترف ياباني، ولد في 25 مايو 1990 في سوكا في اليابان.

## روابط خارجية
- كازوكي هاشيموتو على موقع CageMatch worker (الإنجليزية)
- كازوكي هاشيموتو على موقع قاعدة بيانات المصارعة على الإنترنت (الإنجليزية)